# Годяев, Данила Александрович
Данила Александрович Годяев (род. 20 апреля 2004, Москва) — российский футболист, полузащитник московского «Локомотива».

## Карьера

### «Локомотив» Москва

#### Аренда в «Арсенал» Дзержинск
Воспитанник футбольной академии московского «Локомотива». В марте 2024 года продлил контракт с московским клубом и на правах арендного соглашения стал игроком белорусского «Арсенала», к которому присоединился до конца сезона. Дебютировал за клуб 17 марта 2024 года в матче против жодинского «Торпедо-БелАЗ», выйдя на поле в стартовом составе. Первым результативным действием за клуб отличился 20 апреля 2024 года в матче против солигорского «Шахтёра», отдав голевую передачу. Дебютным забитым голом за клуб отличился 26 мая 2024 года в матче против борисовского БАТЭ. Летом 2024 года проходил учебно-тренировочный сбор с главной командой московского «Локомотива». По итогу сезона вместе с клубом завершил чемпионат на итоговом десятом месте. На протяжении сезона выступал за белорусский клуб в роли одного из ключевых игроков, отличившись 5 забитыми голами и 2 результативными передачами, а также был признан лучшим игроком клуба. В декабре 2024 года покинул клуб по окончании срока арендного соглашения.

#### Сезон 2024/25
В декабре 2024 года вернулся в московский «Локомотив», с которым вскоре продлил контракт до июня 2028 года. Затем присоединился к подготовке ко второй половине сезона с основной командой клуба. Дебютировал за клуб 28 февраля 2025 года в матче российской Премьер-лиги против махачкалинского «Динамо», выйдя на поле в стартовом составе. Футболист сразу же смог закрепиться в основной команде клуба. В матче 19 апреля 2025 года против клуба «Пари Нижний Новгород» на 31 минуте получил травму и не смог продолжить игру. Вскоре сообщили, что серьёзной травмы у футболиста нет и что тот отделался просто ушибом. Уже в следующем матче 26 апреля 2025 года против «Ростова» появился на поле, начав игру в стартовом составе. По итогу своего дебютного сезона вместе с клубом завершил чемпионат на итоговом шестом месте. Сам результативными действиями не отличился.

#### Сезон 2025/26
Новый сезон начинал на скамейке запасных. Первый матч сыграл 30 июля 2025 года в рамках Кубка России против московского ЦСКА, выйдя на поле в стартовом составе. Первый матч в чемпионате сыграл 2 августа 2025 года против клуба «Пари Нижний Новгород», выйдя на замену на 84 минуте.

## Международная карьера
В марте 2025 года футбоист получил вызов в молодёжную сборную России. Дебютировал за сборную 22 марта 2025 года в товарищеском матче против молодёжной сборной Колумбии до 20 лет, выйдя на замену на 59 минуте.